# Kościół Matki Boskiej Różańcowej w Kłopotach-Stanisławach
Kościół Matki Boskiej Różańcowej w Kłopotach-Stanisławach – kościół parafialny w Kłopotach-Stanisławach, w diecezji drohiczyńskiej.

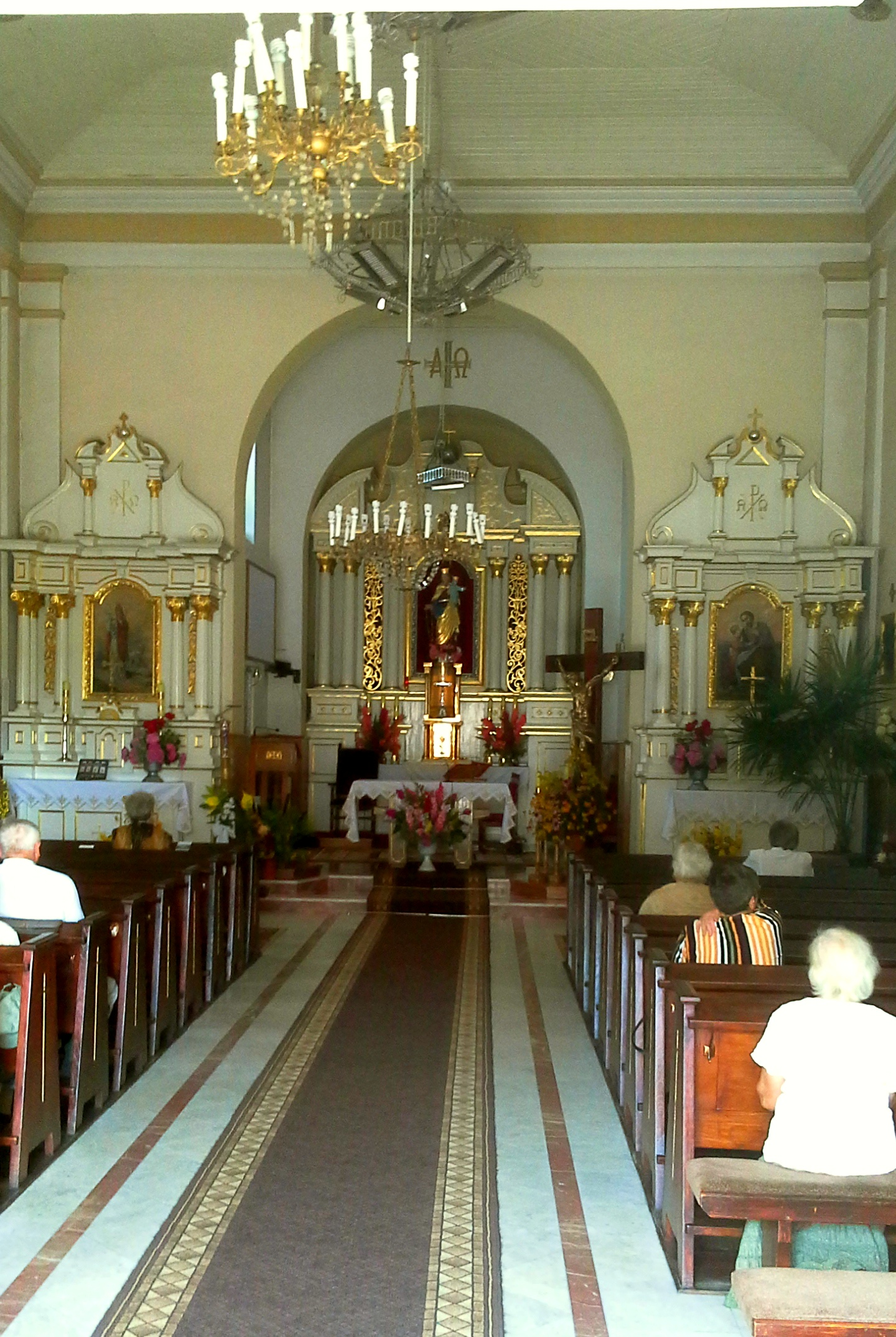
Wnętrze kościoła

Murowany kościół został zbudowany w 1939 na miejscu starszego, drewnianego, istniejącego od 1920, gdy erygowana została parafia. Budynek utrzymany jest w stylu neobarokowym. W jego wnętrzu, obok wyposażenia powstałego w okresie międzywojennym, znajduje się monstrancja datowana na drugą ćwierć XVIII wieku, zdobiona wieńcem winogronowym z postacią Boga Ojca. Na jej czwórdzielnej stopie umieszczono wizerunki św. Franciszka z Asyżu oraz św. Jana Kapistrana otoczone kampanulowym ornamentem. Całość wieńczy kolista, promienista gloria z koroną.